# Chama (New Mexico)
Chama is een plaats (village) in de Amerikaanse staat New Mexico, en valt bestuurlijk gezien onder Rio Arriba County.

## Demografie
Bij de volkstelling in 2000 werd het aantal inwoners vastgesteld op 1199.
In 2006 is het aantal inwoners door het United States Census Bureau geschat op 1173, een daling van 26 (-2,2%).

## Geografie
Volgens het United States Census Bureau beslaat de plaats een oppervlakte van
6,6 km², geheel bestaande uit land. Chama ligt op ongeveer 2528 m boven zeeniveau.

## Plaatsen in de nabije omgeving
De onderstaande figuur toont nabijgelegen plaatsen in een straal van 64 km rond Chama.